# Stadio Durival Britto e Silva
Lo stadio Durival Britto e Silva (port. Estádio Durival Britto e Silva ), anche noto come Vila Capanema, è il principale stadio del Paraná Clube a Curitiba, in Brasile.
Lo stadio può contenere 20 083 persone ed è intitolato alla memoria del colonnello Durival Britto e Silva, che fu presidente di un'importante compagnia ferroviaria del Paraná.

## Storia
Il nome Durival Britto e Silva è un omaggio al commissario della rete di trasporto Paraná-Santa Catarina (RVPSC) al momento della costruzione dello stadio. Il soprannome Vila Capanema è il precedente nome del quartiere dove si trova, oggi Jardim Botânico. È stata una delle sedi della Coppa del Mondo del 1950, disputata in Brasile. È stato costruito dal Clube Atlético Ferroviário, che in seguito si è fuso con il Britânia S.C. e la Palestra Itália F.C., formando il Colorado Esporte Clube, che poi è diventato il proprietario dello stadio. Nel 1989, una nuova fusione, questa volta Colorado si unì all'Esporte Clube Pinheiros e formò il Paraná Clube, proprietario dello stadio.
Il terreno dove è stato costruito era di proprietà della VRPSC, una società che ha contribuito a fondare il Clube Atlético Ferroviário, attraverso i suoi dipendenti.
Dal 1971, c'è stata una causa per il possesso dell'area. Il governo federale passò il diritto allo stato del Paraná, ma il municipio di Curitiba stava cercando di concludere un accordo per occupare l'area e costruire un centro amministrativo.
Il 24 settembre 2018, il presidente Michel Temer ha firmato una Misura Provvisoria che ha concesso al Paraná Clube il possesso di Durival Britto per un periodo di trent'anni, rinnovabile per un periodo uguale e a tempo indeterminato. La misura provvisoria, che ha forza di legge, ha messo fine alla disputa legale per il possesso della terra, che si era protratta per circa quattro decenni.